# Landkreis Krumbach (Schwaben)
Der Landkreis Krumbach (Schwaben) war ein Landkreis im bayerischen Regierungsbezirk Schwaben. Krumbach (Schwaben) war die Kreisstadt. Die einwohnerstärksten Gemeinden des Landkreises, der vor dem Beginn der Gebietsreform in Bayern am Anfang der 1970er Jahre aus 49 Gemeinden bestand, waren Krumbach, Thannhausen, Ziemetshausen und Ursberg.

## Geographie

### Lage
Der Landkreis Krumbach lag im Südwesten von Bayern, ungefähr in der Mitte des Regierungsbezirks Schwaben.
Der größte Teil des Gebiets des ehemaligen Landkreises liegt auf den Untere Iller-Lech-Schotterplatten. Nur die Bereiche östlich des Mindeltals liegen auf der Staudenplatte. Der ehemalige Landkreis wird von Süden nach Norden von folgenden Flüssen durchflossen: Günz, Kammel, Mindel, Zusam sowie einigen Bächen, die in diese Flüsse münden.
Der höchste Punkt des ehemaligen Landkreises liegt bei Weiler mit ungefähr 605 m ü. NN, der tiefste im Kammeltal bei Ried beziehungsweise Behlingen mit 470 m ü. NN.

### Nachbarkreise
Der Landkreis grenzte 1972 im Uhrzeigersinn im Norden beginnend an die Landkreise Günzburg, Augsburg, Schwabmünchen, Mindelheim, Illertissen und Neu-Ulm.

## Geschichte

### Landgericht
1804 wurde das Landgericht Ursberg gegründet. 1837 wurde der Sitz des Landgerichts nach Krumbach verlegt und in Landgericht Krumbach umbenannt.

### Bezirksamt
Das Bezirksamt Krumbach folgte im Jahr 1862 dem flächengleichen Landgericht älterer Ordnung Krumbach (Schwaben).
Am 1. Januar 1880 wurde das Bezirksamt durch einige Gemeinden der Bezirksämter Illertissen und Mindelheim vergrößert und gab gleichzeitig Gemeinden an das Bezirksamt Augsburg ab.
Am 1. Januar 1939 wurde im Deutschen Reich die einheitliche Bezeichnung Landkreis eingeführt. So wurde aus dem Bezirksamt der Landkreis Krumbach (Schwaben).

### Landkreis
Am 1. Juli 1972 wurde der Landkreis Krumbach (Schwaben) im Zuge der Gebietsreform in Bayern aufgelöst:
- Die Gemeinden Hasberg und Tiefenried aus dem Süden des Landkreises kamen zum Landkreis Unterallgäu.[3]
- Alle übrigen Gemeinden wurden mit dem Landkreis Günzburg, der kreisfreien Stadt Günzburg sowie den Gemeinden Schönebach und Uttenhofen des Landkreises Augsburg zum Günzkreis zusammengefasst. Am 1. Mai 1973 erhielt der neue Landkreis den heute gültigen Namen Landkreis Günzburg.[4]

## Einwohnerentwicklung
| Jahr | Einwohner | Quelle |
| ---- | --------- | ------ |
| 1864 | 12.912    | [ 5 ]  |
| 1885 | 22.768    | [ 6 ]  |
| 1900 | 23.358    | [ 7 ]  |
| 1910 | 25.203    | [ 7 ]  |
| 1925 | 25.320    | [ 8 ]  |
| 1939 | 24.450    | [ 9 ]  |
| 1950 | 38.437    | [ 10 ] |
| 1960 | 34.000    | [ 11 ] |
| 1971 | 36.900    | [ 12 ] |

## Politik
Liste der Bezirksamtmänner (bis 1939) und Landräte
| Name                              | Amtszeit                            |
| --------------------------------- | ----------------------------------- |
| Maximilian von Castell            | 15. Juni 1862 – 28. Februar 1865    |
| Hermann Bechter                   | 1. März 1865 – 8. Juli 1868         |
| Johann Paul Krieger               | 16. August 1868 – 16. Juni 1875     |
| Maximilian Joseph Anton von Predl | 16. Juni 1875 – 30. September 1896  |
| Otto Julius Waldemar Braun        | 1. Oktober 1896 – 30. Juni 1907     |
| Ernst Riedl                       | 1. Juli 1907 – 30. September 1932   |
| Christian Wallenreiter (komm.)    | 1. Oktober 1932 – 31. Dezember 1932 |
| Ludwig Nachreiner                 | 1. Januar 1933 – 28. April 1945     |
| Anton Dinkel                      | 28. April 1945 – 17. Juli 1945      |
| Anton Wassermann                  | 20. Juli 1945 – 31. Mai 1946        |
| Fridolin Rothermel                | 1. Juli 1946 – 6. Oktober 1955      |
| Anton Aimiller (komm.)            | 6. Oktober 1955 – 31. Dezember 1955 |
| Karl Graf                         | 1. Januar 1956 – 30. Juni 1972      |

## Gemeinden
Bis zur bayerischen Gebietsreform umfasste der Landkreis 49 Gemeinden. Im Jahr 1900 zählte das Bezirksamt Krumbach noch drei Gemeinden mehr. 1902 wurde Hürben nach Krumbach eingemeindet. 1905 schlossen sich die Gemeinden Bayersried und Ursberg zur Gemeinde Bayersried-Ursberg zusammen. 1926 wurde die Gemeinde Höselhurst der Gemeinde Wattenweiler eingemeindet.
Bei den Gemeinden, die aufgelöst wurden, ist in Klammern vermerkt, zu welcher Gemeinde der Ort heute gehört. Die Gemeinden, die heute noch bestehen, sind fett geschrieben.
Städte
- Krumbach (Schwaben)
- Thannhausen

Märkte
- Münsterhausen
- Neuburg an der Kammel
- Niederraunau (Stadt Krumbach)
- Ziemetshausen

Weitere Gemeinden
- Aichen
- Aletshausen
- Attenhausen (Krumbach) (Krumbach)
- Balzhausen

Landkreis Krumbach (Schwaben), Gemeindegrenzenkarte von 1961

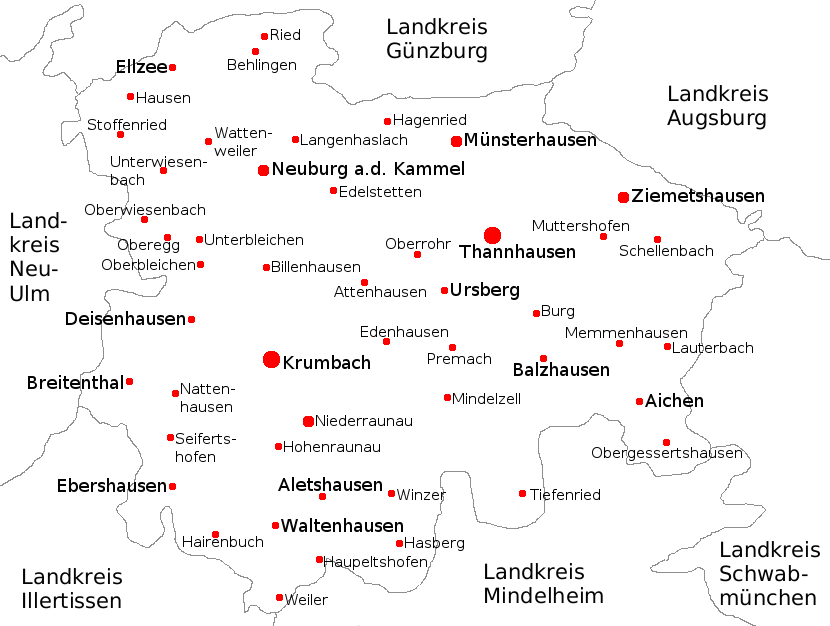
Der ehemalige Landkreis Krumbach (Schwaben) vor der Gebietsreform im Jahr 1972; eingezeichnet sind alle für Gemeinden namensgebende Orte; alle nicht fett beschrifteten Gemeinden wurden im Zuge der Gebietsreform aufgelöst;

- Bayersried-Ursberg, die Gemeinde heißt heute Ursberg
- Behlingen (Kammeltal)
- Billenhausen (Stadt Krumbach)
- Breitenthal
- Burg (Thannhausen)
- Deisenhausen
- Ebershausen
- Edelstetten (Markt Neuburg an der Kammel)
- Edenhausen (Stadt Krumbach)
- Ellzee

| - Hagenried (Markt Münsterhausen) - Hairenbuch (Waltenhausen) - Hasberg (Markt Kirchheim in Schwaben im Landkreis Unterallgäu) - Haupeltshofen (Aletshausen) - Hausen (Ellzee) - Hohenraunau (Stadt Krumbach) - Langenhaslach (Markt Neuburg an der Kammel) - Lauterbach (Markt Ziemetshausen) - Memmenhausen (Aichen) - Mindelzell (Ursberg) - Muttershofen (Markt Ziemetshausen) - Nattenhausen (Breitenthal) - Oberbleichen (Deisenhausen) - Oberegg (Wiesenbach) - Obergessertshausen (Aichen) Gemeindefreie Gebiete Buch Ebershauser-Nattenhauser Wald (besteht heute noch) Großer Buchwald Lettenberg Winzer Wald (besteht heute noch) | - Oberrohr (Ursberg) - Oberwiesenbach (Wiesenbach) - Premach (Ursberg) - Ried (Kammeltal) - Schellenbach (Vorder- und Hinterschellenbach) (Markt Ziemetshausen) - Seifertshofen (Ebershausen) - Stoffenried (Ellzee) - Tiefenried (Markt Kirchheim in Schwaben im Landkreis Unterallgäu) - Unterbleichen (Deisenhausen) - Unterwiesenbach (Wiesenbach) - Waltenhausen - Wattenweiler (Markt Neuburg an der Kammel) - Weiler (Waltenhausen) - Winzer (Aletshausen) |

## Kfz-Kennzeichen
Am 1. Juli 1956 wurde dem Landkreis bei der Einführung der bis heute gültigen Kfz-Kennzeichen das Unterscheidungszeichen KRU zugewiesen. Es wurde bis zum 3. August 1974 ausgegeben. Seit dem 13. Juli 2013 ist es aufgrund der Kennzeichenliberalisierung wieder im Landkreis Günzburg erhältlich.